# Dese
Dese (engleski: Dessie) je grad i woreda u središnjoj 
Etiopiji, na magistralnoj cesti Adis Abeba - Asmara u zoni Debub Volo u regiji Amhara.

## Zemljopisne osobine
Grad leži na Etiopskoj visoravni na nadmorskoj visini od 2470 do 2550 
m. Od Adis Abebe udaljen je oko 223 km. u pravcu sjeveroistoka. Dese dijeli s 
obližnjim gradom Kombolča Zračnu luku Kombolča (ICAO kod HADC, 
IATA DSE).

## Povijest
Dok je logorovao na mjestu gdje se nalazi današnji Dese 1882., car Ivan IV. je bio tako 
očaran preletom nekog kometa na noćnom nebu, da je taj događaj protumačio kao neki magični znak, zbog tog je navodno odlučio je utemljiti grad, kojeg je nazvao Dese (amharski: Moja radost). Prije utemeljenja Desea najveće naselje u tom području bio je Vasal, koji se prvi put spominje početkom 16. stoljeća u jednom talijanskom vodiču. 
Dese je telegraf dobio između 1902. – 1904. kad su talijani izgradili liniju od 
Asmare do Adis Abebe koja je prošla pored grada. Zatim je kroz Dese 
prošla i suvremena cesta za Adis Abebu 1904. koju je projektirao talijan 
Giuseppe Bonaiuti. Dese ima poštu od 1920., telefon od 1954., elektrificiran je od 1963. kad je spojen s dalekovodom kod Kombolče.
Dese je dobio na važnosti kad ga je negus Mihael Ali, zet cara Menelika II., odabrao za svoje sjedište. On je podigao svoju palaču i crkvu Enda Medane 
Alem, koja je navodno stajala na istom mjestu prije nego što ju je porušio imam Ahmad Granj u 16. stoljeću.
Nakon poraza kojeg je doživio njegov otac neguš Mihael Ali, svrgnuti etiopski car
Lij Jasu pobjegao je u Dese 8. studenog 1916., i bezuspješno tražio pomoć od rasa Volde Giorgisa i drugih velikaša sjeverne Etiopije. Ras Volde Giorgis iskoristio je ovu 
situaciju da iskamči neke ustupke od dvora, zatim je sa svojim ljudima krenuo na Dese, no  
Lij Jasu je pobjegao iz grada 10. prosinca 1916.
Za vrijeme Drugog talijansko-abesinskog rata Dese je prvi 
put bombardiran 6. prosinca 1935., tad je najviše oštećena američka bolnica. Grad su 
zauzele talijanske jedinice 15. travnja 1936.
Za vrijeme talijanske okupacije Dese je postao važni upravno 
središte, a nakon Drugog svjetskog rata, postao je glavni grad tadašnje 
pokrajine Volo, sve do ukidanja pokrajine 1995.
Talijanski garnizon u gradu predao se 26. travnja 1941. Prvoj pionirskoj južnoafričkoj brigadi i jedinici od 500 etiopskih dobrovoljaca.
U veljači 1973., skupina od 1500 seljaka pješačila je od Desea do Adis Abebe da javno da 
do znanja vlastima u glavnom gradu da u Volu vlada strašna glad. Zaustavljeni su od strane policije na prilazu Adis Abebe i prisiljeni da se vrate.

## Stanovništvo
Prema podacima Središnje statističke agencije 
Etiopije za 2005., Dese je imao ukupno 169,104 stanovnika, od kojih je 86,167 bilo 
muškaraca te 82,937 žena. Woreda Dese ima 15.08 km², te gustoću od 11,213.79 
stanovnika na 1 km².
Dvije najveće etničke skupine u Deseu su Amharci (92.83%) i Tigrejci (4.49%), sve ostale 
etničke skupine tvore ostatak od 2.68% stanovnika. Amharski jezik govori 94.89%, a njih  3.79% govore Tigrinju kao materinji jezik, dok njih 0.67% govori neki drugi etiopski jezik. Najveći broj stanovnika Desea su vjernici Etiopske tevahedo Crkve, njih 60.42%, dok su 38.5% stanovnika slidbenici islama.

## Vanjske poveznice
- Towns of Ethiopia, Dessie by John Graham (engl.)